# Diaparsis
Diaparsis is een geslacht van insecten uit de orde vliesvleugeligen (Hymenoptera) en de familie Ichneumonidae.

## Soorten
- D. aperta (Thomson, 1889)
- D. basalis Horstmann, 1981
- D. carinifer (Thomson, 1889)
- D. frontella (Holmgren, 1860)
- D. jucunda (Holmgren, 1860)
- D. multiplicator Aubert, 1969
- D. nitida Horstmann, 1981
- D. nutritor (Fabricius, 1804)
- D. punctipleuris Horstmann, 1981
- D. rara (Horstmann, 1971)
- D. stramineipes (Brischke, 1880)
- D. temporalis Horstmann, 1979
- D. truncata (Gravenhorst, 1829)